# Leslie Mann
Leslie Mann Apatow (født 26. marts 1972) er en amerikansk skuespiller bedst kendt for sine roller i sin mand Judd Apatows komediefilm The 40 Year Old Virgin (2005) og Knocked Up (2007).

## Udvalgt filmografi
- Hybridmanden (1996)
- Big Daddy (1999)
- The 40 Year Old Virgin (2005)
- Knocked Up (2007)
- Drillbit Taylor (2008)
- I Love You Phillip Morris (2009)
- 17 Again (2009)
- Funny People (2009)
- The Other Woman (2014)
- Single i New york (2016)